# Phan Thanh, Bảo Lạc
Phan Thanh là một xã thuộc huyện Bảo Lạc, tỉnh Cao Bằng, Việt Nam.

## Địa lý
Xã Phan Thanh nằm ở trung tâm huyện Bảo Lạc, có vị trí địa lý:
- Phía đông giáp xã Xuân Trường
- Phía tây giáp xã Hồng Trị
- Phía nam giáp các xã Hồng An, Huy Giáp và Hưng Đạo
- Phía bắc giáp thị trấn Bảo Lạc và xã Khánh Xuân.

Xã Phan Thanh có diện tích 51,93 km², dân số năm 2019 là 3.095 người, mật độ dân số đạt 60 người/km².
Trên địa bàn xã có một số ngọn núi như Trên Pác Lác, Nam Giam, Nậm Dân, Pác Lác, Pù Vì, Pạt Bà. Xã có suối Nậm Dân và suối Phia Héo chảy trên địa bàn.

## Hành chính
Xã Phan Thanh được chia thành 7 xóm: Cốc Lại, Lũng Vai, Phần Quang, Phiêng Dịt, Thẳm Thon A, Thẳm Thon B, Thôm Quan.

## Lịch sử
Sau năm 1975, Phan Thanh là một xã thuộc huyện Bảo Lạc.
Đến năm 2019, xã Phan Thanh được chia thành 16 xóm: Bó Chiêu, Bó Tẹ, Cốc Lại, Khuổi Sẩu, Lũng Vai, Mè Van, Phần Quang, Ngàm Càng, Pác Lác, Phia Héo, Thôm Quan, Thẳm Thon A, Thẳm Thon B, Phiêng Dịt, Phia Tằng, Nặm Dân.
Ngày 9 tháng 9 năm 2019, Hội đồng Nhân dân tỉnh Cao Bằng ban hành Nghị quyết số 27/NQ-HĐND về việc:
- Sáp nhập xóm Khuổi Sẩu và một phần xóm Mè Van vào xóm Thôm Quan
- Sáp nhập xóm Phia Héo và một phần xóm Thẳm Thon B vào xóm Thẳm Thon A
- Sáp nhập xóm Bó Chiêu và phần còn lại của xóm Mè Van vào phần còn lại của xóm Thẳm Thon B
- Sáp nhập hai xóm Ngàm Càng và Phia Tằng vào xóm Phiêng Dịt
- Sáp nhập xóm Pác Lác vào xóm Lũng Vai
- Sáp nhập một phần xóm Bó Tẹ vào xóm Cốc Lại
- Sáp nhập xóm Nặm Dân và phần còn lại của xóm Bó Tẹ vào xóm Phần Quang.